# Шлойзегрунд
Шлойзегрунд (нім. Schleusegrund) — громада в Німеччині, розташована в землі Тюрингія. Входить до складу району Гільдбурггаузен.
Площа — 58,87 км2. Населення становить 2619 ос. (станом на 31 грудня 2021).